# Sainte-Anne-des-Monts
Sainte-Anne-des-Monts es una ciudad de la provincia de Quebec, Canadá. Está ubicada en el condado regional de La Haute-Gaspésie y a su vez, en la región administrativa de Gaspésie–Îles-de-la-Madeleine. Hace parte de las circunscripciones electorales de Matane a nivel provincial y de Gaspésie−Îles-de-la-Madeleine a nivel federal.

## Geografía
Sainte-Anne-des-Monts se encuentra ubicada en las coordenadas 49°08′00″N 66°30′00″O / 49.13333, -66.50000. Según Statistics Canada, tiene una superficie total de 263,31 km² y es una de las 1135 municipalidades en las que está dividido administrativamente el territorio de la provincia de Quebec.

## Demografía
Según el censo de 2011, había 6933 personas residiendo en esta ciudad con una densidad poblacional de 26,3 hab./km². Los datos del censo mostraron que de las 6772 personas censadas en 2006, en 2011 hubo un aumento poblacional de 161 habitantes (2,4%). El número total de inmuebles particulares resultó de 3323 con una densidad de 12,62 inmuebles por km². El número total de viviendas particulares que se encontraban ocupadas por residentes habituales fue de 3111.